# Taburao Village
Taburao Village är en ort i Kiribati.   Den ligger i örådet Abaiang och ögruppen Gilbertöarna, i den norra delen av landet, 60 km norr om huvudstaden Tarawa. Taburao Village ligger 10 meter över havet och antalet invånare är 221.
Terrängen runt Taburao Village är mycket platt.  Närmaste större samhälle är Tuarabu Village, 7,7 km sydost om Taburao Village. 